# Vajda Gyula (építészmérnök)
Vajda Gyula (Budapest, 1945. december 23. – Érd, 1996. október 26.) magyar építészmérnök. Nagy szerepet játszott Érd építészeti arculatának alakításában. 

## Életpályája
1969-ben a Budapesti Műszaki Egyetemen  szerzett diplomát. Különböző vállalatoknál dolgozott vezető tervezőként. 1978-tól Érden élt. 1988-tól az Érdi Építőipari Szövetkezeteknél, ÉVÁÉP-nél dolgozott. 1991-től az egyik tulajdonosa volt a Pára Kft-nek. 
Tervrajzai, publikációi több lapban (Jövő mérnöke, Magyar Hírlap, Érdi Polgár stb.) is megjelentek. 
Hagyományos stílusú családi házakat tervezett, továbbá egyes közintézmények épületeit tervezte.

## Főbb alkotásai Érden
- mentőállomás,
- szakorvosi rendelőintézet,
- Pára szupermarket,
- Pataki Cukrászda,
- Romantika Panzió,
- Horváth Fogadó,
- Excalibur disco
- Érdliget: egykori CBA-üzlet.

## Díjai, elismerései
Miniszteri dicséretet és Építészeti Nívódíjat kapott.